# (3675) Kemstach
(3675) Kemstach es un asteroide que forma parte del cinturón exterior de asteroides y fue descubierto por Liudmila Gueorguievna Karachkina desde el Observatorio Astrofísico de Crimea, en Naúchni, el 23 de diciembre de 1982.

## Designación y nombre
Kemstach recibió al principio la designación de 1982 YP1.
Más tarde, en 1988, se nombró en honor de Marfa Kemstach (1888-1971) y Semión Kemstach (1880-1938), abuelos de la descubridora.

## Características orbitales
Kemstach está situado a una distancia media de 3,368 ua del Sol, pudiendo alejarse hasta 3,667 ua y acercarse hasta 3,07 ua. Tiene una excentricidad de 0,08856 y una inclinación orbital de 10,86 grados. Emplea 2258 días en completar una órbita alrededor del Sol.

## Características físicas
La magnitud absoluta de Kemstach es 11,2 y el periodo de rotación de 14,1 horas.